# Bhagavadgita
Bhagavadgita (sanskrit : भगवद्गीता, "den höges sång"), även skrivet Bhagavadgītā, är ett hinduiskt diktverk på sanskrit. Det utgör en självständig berättelse i det stora eposet Mahabharatas sjätte bok. För hinduismen utgör Bhagavadgita ett särskilt viktigt verk.

## Innehåll
I Bhagavadgita förs en dialog mellan guden Krishna och prins Arjuna  strax före det stora slaget vid Kurukshetra. Arjuna står inför ett svårt dilemma: hans plikt som krigare är att följa sin dharma och påbörja slaget, men samtidigt ser han det som en fruktansvärd synd att döda de många stora män, släktingar och guruer, som står i motståndarnas här. För att ledsaga prinsen genom detta svåra beslut undervisar Krishna prinsen i olika former av yoga. Historien utspelar sig för cirka femtusen år sedan. 
Bhagavadgita kan ses som en sammanfattning av upanishaderna. Varje kapitel avslutas till exempel med att Bhagavad-Gita kallas för upanishad. 
Krishna säger i Bhagavadgita 3.3 att det sedan gammalt finns två vägar:
- Karmayoga, handlingens väg: Att göra sin plikt (dharma) och tillägna Gud resultatet. Att förbli opåverkad av dualiteter som glädje-sorg, värme-kyla och så vidare. Att läsa religiösa texter och meditera över/dyrka gudarna.
- Jnanayoga, kunskapens väg: (förknippas ofta med att vara munk/nunna) Att lyssna på upanishadernas budskap, fundera över det och realisera det genom meditation, det vill säga få kunskap om självets sanna natur.

Övriga vägar är varianter av dessa.

## Kapitelöversikt
Bhagavadgita består av 18 kapitel:

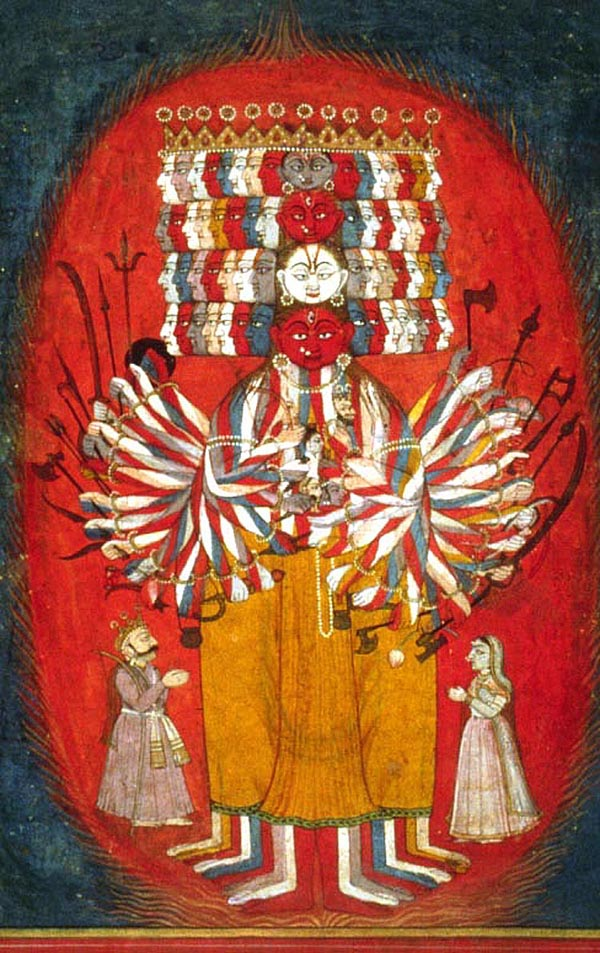
Krishna visar sin vishvarupa, sin universella form, för Arjuna på slagfältet vid Kurukshetra.

1. Arjuna låter Krishna dra hans vagn till en plats mitt mellan de bägge arméerna. Då Arjuna ser sina släktingar på den motsatta sidan av Kurus, förlorar han sin motivation och beslutar att inte slåss.
2. Krishna förklarar för Arjuna att hans oro över att strida mot sina släktingar och gurus är obefogad, eftersom endast kroppen kan bli dödad, medan det eviga jaget är odödligt. Krishna påminner Arjuna om att han som krigare har en plikt att följa sin dharma och föra krig.
3. Arjuna frågar varför han är tvungen att slåss ifall kunskap är viktigare än handling. Krishna betonar att det rätta sättet att agera är att genomföra sina plikter för det godas skull, men utan att fästa sig vid resultaten.
4. Krishna berättar att han har levt genom många födslar och alltid undervisat yoga för att skydda de rättfärdiga och för att utplåna de icke rättfärdiga. Han betonar hur viktigt det är att lägga sin tillit till en guru.
5. Arjuna frågar Krishna om det är bättre att avstå från handling eller att utföra handlingar. Krishna svarar att bägge sätten kan vara av godo, men att handling, karmayoga, är det högsta.
6. Krishna beskriver den korrekta ställningen för meditation och processen för att uppnå samadhi.
7. Krishna lär ut kunskapens väg, jnanayoga.
8. Krishna definierar termerna brahman, adhyatma, karma, atman, adhibhuta och adhidaiva, samt förklarar hur man kan minnas honom i dödsögonblicket och uppnå ett högre tillstånd.
9. Krishna beskriver panenteism, "alla varelser är i mig", som ett sätt att minnas honom under alla omständigheter.
10. Krishna förklarar att han är den yttersta källan till alla materiella och andliga världar. Arjuna erkänner Krishna som den högsta varelsen, och citerar berömda lärde som gjort detsamma.
11. På Arjunas förfrågan visar Krishna in en teofani sin "universella form", Viśvarūpa, en skräckinjagande varelse som är vänd åt alla håll samtidigt, som sprider strålningen från tusen solar kring sig, och som innehåller alla andra varelser och all materia som existerar.
12. Krishna beskriver processen för hängivenhet, bhaktiyoga.
13. Krishna beskriver natur (prakriti), avnjutning (purusha) och medvetande.
14. Krishna berättar om de tre tillstånd, guna, som tillsammans utgör allt varande.
15. Krishna beskriver ett symboliskt träd, som representerar den materiella existensen, dess rötter i himlen och dess lövverk på jorden. Krishna förklarar att detta träd ska fällas med "likgiltighetens yxa" så att man kan gå vidare till ett högre tillstånd.
16. Krishna beskriver de mänskliga dragen hos gudomliga och demoniska varelser. Han ger rådet att det högre tillståndet kan uppnås genom att avstå från lust, vrede och girighet; och genom att särskilja rätta handlingar från felaktiga handlingar genom buddhi och råd från skrifter; och därigenom handla riktigt.
17. Krishna berättar om tre varianter av tro, av vetande, av handlingar och till och med av matvanor, vilka är länkade till de tre guna.
18. Som avslutning ber Krishna Arjuna att överge all dharma och enbart underkasta sig honom. Han beskriver detta som livets slutgiltiga perfektion.